# Cimberindini
Cimberindini – plemię chrząszczy z rodziny ryjoszowatych i podrodziny Cimberindinae.
Chrząszcze te odróżniają się od przedstawicieli plemienia Doydirhynchini poziomym ustawieniem żuwaczek, osadzeniem czułków w środkowej lub przedwierzchołkowej części ryjka oraz wąskimi epipleurami pokryw.
Takson ten obejmuje 12 opisanych gatunków, zgrupowanych w 3 rodzajach:
- Acromacer Kuschel, 1989
- Cimberis des Gozis, 1881
- Pityomacer Kuschel, 1989

Większość przedstawicieli zasiedla Amerykę Północną. W Palearktyce, w tym w Polsce, występuje tylko Cimberis attelaboides.